# 렉스 슈라프넬
렉스 슈래프널(영어: Lex Shrapnel, 1979년 10월 6일 ~ )은 잉글랜드의 배우이다.

## 출연 작품
- 그림스비: 용감한 형제 (2016)
- 크리스마스 이브 (2015, Christmas Eve)
- 실 팀 8: 비하인드 에너미 라인스 (2014)
- 헌티드 (2012)
- 퍼스트 어벤져 (2011)
- 언 오거니제이션 오브 드림스 (2009)
- 톤토 우먼 (2008)
- 샤프의 도전 (2006)
- 미노타우르 (2006)
- 라파예트 (2006)
- 플루토에서 아침을 (2005)
- 썬더버드 (2004)
- 나인 라이브즈 (2002)
- K-19 위도우메이커 (2001)